# 정혜정 (1971년)
정혜정(1971년 6월 16일 ~ )은 대한민국의 배우이며 1995년 7월 3년 전속계약을 맺었으나 매니저가 인기관리를 이유로 술자리 접대 등을 요구한다는 이유로 소송을 제기했고 이에 매니저는 1998년 4월 9일 서울지법 민사 16부로부터 "위자료 1200만원을 지급하라"는 판결을 받았다.

## 출연 작품

### 영화
- 1997년 《똑바로 살아라》... 은희 역
- 2002년 《미워도 다시 한 번 2002》... 윤 기자 역

### 드라마
- 2004년 SBS 대하드라마 《토지》... 맹추 역
- 2009년 KBS2 수목드라마 《미워도 다시 한 번 2009》

## 수상
- 1995년 KBS 연기대상 슈퍼 탤런트 은상

1. ↑  권대열 (1998년 4월 10일). “性(성)관계 강요받은 탤런트 위자료 千(천)2백만원 받아”. 조선일보. 2023년 3월 26일에 확인함.